# زلزال بولي - كرده 1944
زلزال بولي - كرده 1944 هو زلزالٌ وقعَ في كرده ‏ في تركيا بتاريخ 1 فبراير 1944.